# Il diavolo (film 1963)
(lettura di Amedeo di un opuscolo turistico)
Il diavolo è un film del 1963 diretto da Gian Luigi Polidoro.
La pellicola è stata girata principalmente a Stoccolma.

## Trama
Entusiasta per le prospettive galanti di un soggiorno in Svezia, dopo la lettura di un opuscolo pubblicitario, il maturo Amedeo si reca a Stoccolma per affari. Le opportunità sembrerebbero allettanti, occasioni che egli vede puntualmente sfumare per il suo carattere. Trascorre quindi una patetica serata in un locale per lavoratori italiani, per ritrovarsi con una ragazza del luogo, troppo giovane ed altrettanto disinvolta. La serata successiva, alla cerimonia di assegnazione del Premio Nobel, Amedeo è avvicinato da Brigitta, che egli scopre sposata e la quale lo invita ad una festa in casa, al cospetto di suo marito e degli amici, fino ad ubriacarsi e restare ospite. Seguono altri incontri tra equivoci e incomprensioni dovute alle differenze culturali, in un paese fortemente secolarizzato, per concludersi con il sospirato ritorno in Italia, apparentemente privo di rimpianti.

## Produzione
La genesi del film può essere desunta da una dichiarazione di Dino De Laurentiis: «Un giorno lui [Alberto Sordi] viene da me, dovevamo decidere il prossimo film e mi dice: "Io ce l'ho un film che vorrei fare. La storia di un italiano che va in Svezia con l'idea di un mondo di donne belle dove la scopata è facile (SIC); e invece torna senza averne scopata proprio nessuna". Dico: "A me l'idea piace, facciamola scrivere". "No, non si può scrivere. Sonego può scrivere una, due, cinque pagine e basta. L'idea insomma. Ti devi fidare. Io parto con lui, prendiamo come regista Gian Luigi Polidoro, ci portiamo dietro solo Tonti come operatore, la troupe la prendiamo sul posto e cogliamo aspetti veri della vita svedese, stando lì, calandoci nella loro realtà." A questa impresa senza script io diedi il via: e loro cominciarono a girare già sul treno e fecero una cosa abbastanza interessante, Il Diavolo [...]» .

## Distribuzione
Distribuito in Italia dalla Dino De Laurentiis Cinematografica il 13 aprile 1963.
Uno dei pochissimi lavori di Alberto Sordi non ancora realizzato in DVD. È stato esclusivamente distribuito in VHS (Domovideo) con pochi passaggi televisivi, tra cui il format retrospettivo Storia di un italiano.

## Accoglienza

### Critica
«Bozzetto sul gallismo italiano ... con un Sordi a mezzo servizio.» *½ 

## Riconoscimenti
Il film vinse l'Orso d'oro al Festival di Berlino e una nomination al Samuel Goldwyn International Award, mentre l'interpretazione di Alberto Sordi fu premiata con il Golden Globe.